# 野崎進
野崎 進（のざき すすむ、1959年9月28日 - ）は、千葉県出身の元プロ野球選手（投手）。
登録は右投げであったが、左右両方で投球・打撃が可能な選手であった。

## 来歴・人物
千葉商業高では主将兼エース、第59回全国高等学校野球選手権大会に出場。初戦で松本正志がエースの東洋大姫路高と対戦し0-4で敗れる。野崎は、この試合左打席で4打数3安打だった。右投げの投球では、縦のカーブを武器にした。
1977年オフ、高校の先輩である小川善治二軍監督の勧誘もあってドラフト外でヤクルトスワローズに入団。一軍公式戦はおろか二軍戦での登板もないまま、1978年限りで現役を引退。1980年まで打撃投手をつとめた。

## 詳細情報

### 年度別投手成績
- 一軍公式戦出場無し

### 背番号
- 56 （1978年）
- 83 （1979年 - 1980年）